# Šljivno (Banja Luka)
Šljivno (szerbül: Шљивно), település Banja Luka községben, Bosznia-Hercegovinában, Bosanska krajina területén, a Szerb Köztársaságban. Šljivno ma a Boszniai Szerb Köztársaság katonai gyakorlóteréhez tartozik, nem élnek ott helyiek, ma már csak pásztorokat találhatunk itt csordáikkal, illetve néhány vadásztársaság vadászik a területén.

## Fekvése
Bosznia-Hercegovina északi részén, Banja Luka központjától légvonalban 18, közúton 26 km-re délnyugatra, 500-800 méteres tengerszint feletti magasságban fekszik. 

## Népessége
| Nemzetiségi csoport | Népesség 1991 | Népesség 2013 |
| ------------------- | ------------- | ------------- |
| Szerb               | 0             | 0             |
| Bosnyák             | 0             | 0             |
| Horvát              | 0             | 0             |
| Jugoszláv           | 0             | 0             |
| Egyéb               | 0             | 0             |
| Összesen            | 0             | 0             |

## Története
A régészeti leletek tanúsága szerint területén már a bronzkortól fogva volt emberi település. Ezt támasztják alá az Andrića Glavicán talált sáncok és őskori leletek. A település középkori múltjáról a Mali Šljivo-i Pavlovica Groblje középkori temetőjében található középkori stećakok tanúskosnak. Šljivno első írásos említése 1541-ből származik.
A település 1878-ig tartozott az Oszmán Birodalomhoz, ekkor a berlini kongresszus határozata alapján az Osztrák-Magyar Monarchia része lett. 1879-ben az első osztrák-magyar népszámlálás során a Banja Luka-i járáshoz tartozó településnek 79 háztartása és 394 ortodox lakosa volt. 1910-ben a Banja Luka-i járáshoz tartozó településen 64 háztartást és 526 ortodox lakost találtak. A monarchia szétesésével 1918-ban előbb a Szerb-Horvát-Szlovén Királyság, majd 1929-től a Jugoszláv Királyság része. 1921-ben a községnek összesen 66 háztartása és 478 lakosa volt. Jugoszlávia megszállása után a Független Horvát Állam (NDH) része lett. 1941. július 27-én 12 fegyveres usztasa érkezett autóval a faluba, hogy elővezesse Jovan Marchetić papot, aki hiába volt 60 éves, átugrott egy másfél méter magas kerítésen, és a közeli búzában húzódott meg, ahol addig tartózkodott. az usztasák el nem mentek. A menedékéből nézte, ahogy az usztasák átkutatják és kifosztják házát, udvarát, pajtáját.
A második világháború után a szocialista Jugoszláviához tartozott. Šljivno lakosságát a szomszédos Radmanićihoz hasonlóan a 20. század 60-as és 70-es éveiben erőszakkal kitelepítették, és a falu helyén katonai gyakorlóteret hoztak létre. A lakosság többsége Sremska Mitrovica környékére költözött. A daytoni békeszerződést követő területfelosztásnál Banja Luka község részeként a Szerb Köztársaság területéhez került.

## Nevezetességei
- A falu Angyali Üdvözlet ortodox templomát 1937-ben építették, a közelmúltban restaurálták, ma ez az egyetlen használatban levő épület a falu területén. A lusići ortodox plébánia filiája.[8]

- Andrića Glavica – őskori erődítmény maradványai. A lelőhely a Dobrnji polje feletti domináns magaslaton található. A 150x180 méteres, hozzávetőlegesen ovális platón kettős, a nyugati oldalon pedig hármas sánc maradványai láthatók. A késő bronzkorból származó maradványok között bronzkori és vasori kerámiatöredékeket találtak.[4]

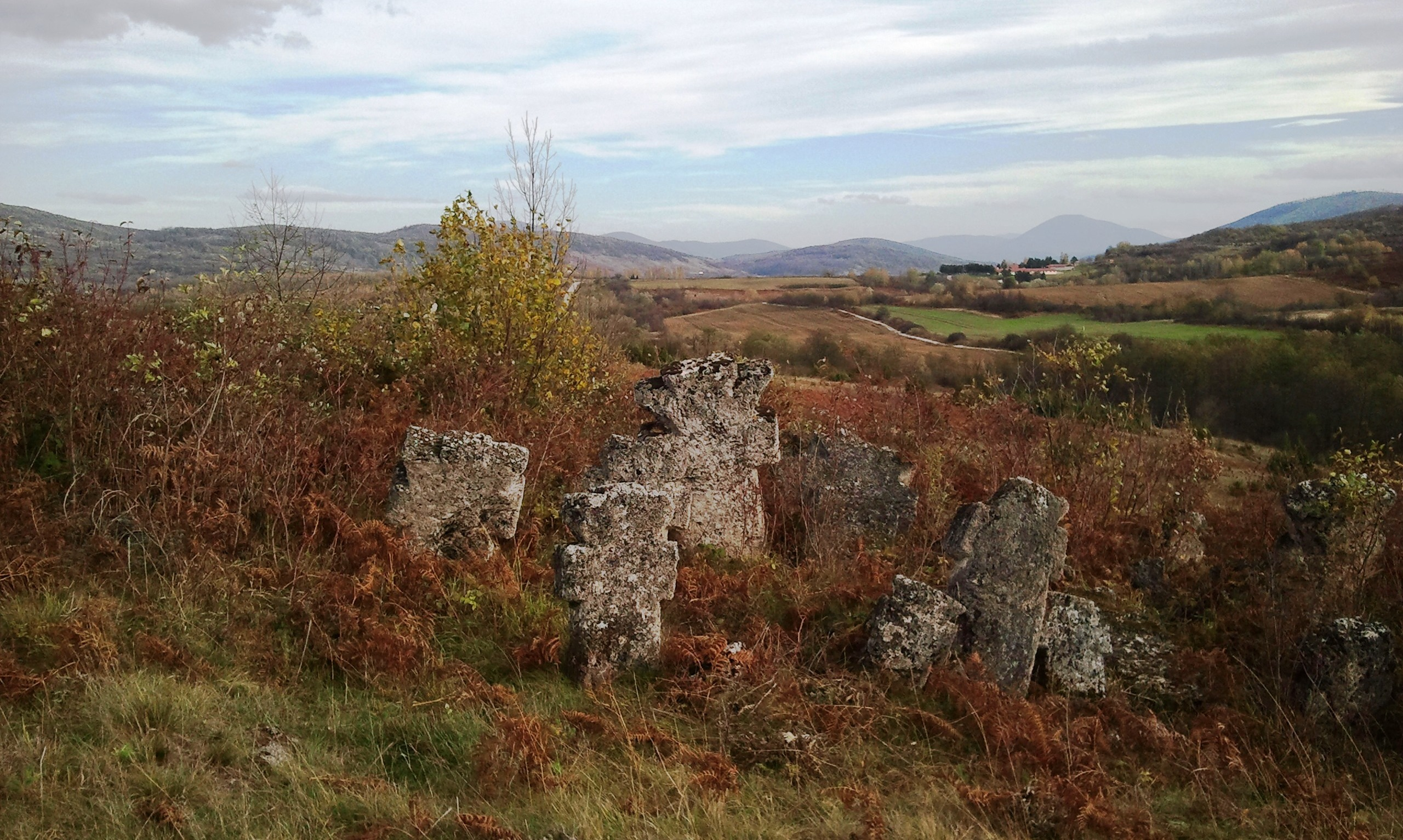
Mali Šljivno temetője a középkori sírkövekkel

- Pavlovica Groblje – középkori temető maradványai Mali Šljivnóban, 12 darab késő középkori stećak sírkővel.[4]

## Fordítás
- Ez a szócikk részben vagy egészben  a(z)   Шљивно (Бања Лука) című szerb Wikipédia-szócikk ezen változatának fordításán alapul.  Az eredeti cikk szerkesztőit annak laptörténete sorolja fel. Ez a jelzés csupán a megfogalmazás eredetét és a szerzői jogokat jelzi, nem szolgál a cikkben szereplő információk forrásmegjelöléseként.